# Fred Duval
Pour les articles homonymes, voir Duval.
Frédéric Duval, dit Fred Duval, est un scénariste français de bandes dessinées, né le 5 janvier 1965 à Rouen.

## Biographie
Fred Duval publie son premier album, 500 fusils, en 1995. La même année, il réalise son premier succès, Carmen Mc Callum, dans la collection « Série B »des éditions Delcourt. Avec Didier Cassegrain au dessin, il écrit, entre autres, les cinq albums de la série de science-fiction Code Mc Callum entre 2006 et 2009. Toujours pour cette série, avec plusieurs dessinateurs, Duval publie Carmen+Travis : Les récits. S’ensuivent Travis et Hauteville House. En 2008, il publie avec Philippe Ogaki Meteors, une série de science-fiction, avant de s’attaquer avec le dessinateur Zanzim à l'adaptation de Tartuffe de Molière en bande dessinée. Il intègre en 2010 l’équipe du Casse avec La Grande Escroquerie et crée Nico avec Philippe Berthet aux éditions Dargaud Benelux. La même année, il se lance aux côtés de Jean-Pierre Pécau dans la série Jour J, une série concept dirigée par Fred Blanchard qui revisite les principaux tournants de l’Histoire. En 2012, Duval publie L’homme de l’année 1917. En 2014 paraît un album consacré à Ferdinand Walsin Esterhazy et l’affaire Dreyfus ainsi que Wonderball, thriller écrit avec Jean-Pierre Pécau et dessiné par Colin Wilson. En 2016 paraissent deux nouvelles séries chez Delcourt : Mousquetaire et Nom de code : Martin.
En octobre 2016 paraît l’album XIII Mystery écrit sous la direction de Jean Van Hamme et dessiné par Corentin Rouge. Duval prépare avec Pécau et Subic une saga steampunk autour des personnages de Sherlock Holmes et Moriarty[réf. souhaitée].
En 2018 paraît chez Dargaud le premier tome d’une nouvelle série de science-fiction crée avec Emem et Fred Blanchard : Renaissance.
Avec Didier Cassegrain, il réalise une adaptation du roman policier Nymphéas noirs de Michel Bussi ; l'intrigue, qui a lieu à Giverny, s'étale de 1926 et 2010. L'album paraît en janvier 2019. Le dessinateur, qui a passé dix-huit mois à élaborer l'ouvrage, y emploie un « dessin en couleur directe à l'acrylique ».
Le tandem Cassegrain - Duval prévoit une adaptation de Ne lâche pas ma main, toujours de Bussi.

## Publications
Sauf mention contraire, Fred Duval est scénariste
- Code Mc Callum (Série) (Delcourt, collection Neopolis) ; dessins et couleurs Didier Cassegrain
- Carmen Mc Callum (Série) (Delcourt, collection Neopolis) ; dessins Gess ; couleurs Florence Breton, Isabelle Rabarot
- Carmen+Travis (Série) (Delcourt, collection Neopolis)
- Gibier de potence (Série) (Delcourt, collection  Conquistador) - scénario François Capuron, Fred Duval ; dessins Fabrice Jarzaquet ; couleurs Isabelle Rabarot
- Hauteville House (Série) (Delcourt, collection Conquistador) ; dessins Thierry Gioux ; couleurs Carole Beau
- Jour J (Série) (Delcourt, collection Neopolis) ; scénario Fred Duval, Fred Blanchard et Jean-Pierre Pécau ; dessins Philippe Buchet, Gaël Séjourné, Colin Wilson et Florent Calvez ; couleurs Walter, Verney, Jean-Paul Fernandez et Florent Calvez
- Lieutenant Mac Fly (Série) (Delcourt, collection Humour de rire) ; dessins Jean Barbaud ; couleurs Afroula
- Mâchefer (Vents d'Ouest) ; dessins Sébastien Vastra ; couleurs Afroula, Carole Beau
- Météors (Delcourt) ; dessins et couleurs Ogaki
- NéoForest (Série) (Dargaud) ; dessins et couleurs Philippe Scoffoni
  1. Cocto Citadelle, 2023
- Nico (Série) (Dargaud) ; dessins Philippe Berthet ; couleurs Hubert (auteur)
- Renaissance (Série) (Dargaud) ; scénario Fred Duval et Frédéric Blanchard ; dessins et couleurs Emem
- Tartuffe, de Molière 1 (Delcourt) 10-09-2008 ; dessinateur : Zanzim ; coloriste : Hubert. Éditeur : Delcourt
- Travis (Série) (Delcourt, collection Neopolis) ; dessins Ludwig Alizon, Christophe Quet ; couleurs Ludwig Alizon, Stéphane Rosa, Pierre Schelle
- Travis Karmatronics (Série) (Delcourt, collection Neopolis) ; dessins Fred Blanchard ; couleurs Fabrys
- Wayne Redlake (Série) (Delcourt, collection Conquistador) ; scénario Thierry Cailleteau ; dessins Fabrice Lamy ; couleurs Isabelle Rabarot
- Wonderball, (Série) Delcourt, collection Machination) ; scénario avec Fred Blanchard et Jean-Pierre Pécau ; dessins Colin Wilson ; couleurs Jean-Paul Fernandez

1. Le Chasseur, 2014
2. Le Fantôme, 2015
3. Le Shérif, 2016
4. Le Photographe, 2017
5. L'Apiculteur, 2018

- You know what?!

- Cinq avril, Dupuis ; scénario avec Michel Bussi, dessin : Noë Monin,  (ISBN 9791034753062)

1. L'héritier de Da Vinci
2. Le Roi assassin

- Metropolia, Dargaud ; dessin : Ingo Römling

1. Berlin 2099, 2025

- Aquablue (Série) (Delcourt, collection Neopolis) ; dessins et couleurs Stéphane Louis
  - 19. Clandestin, 2025

## Récompenses culturelles
- 2019 : Éléphant d'or du meilleur album au Festival international de la bande dessinée de Chambéry, avec Didier Cassegrain, pour Les Nymphéas noirs[5].
- 2020 :  Chevalier de l'ordre des Arts et des Lettres[6]